# Santa Elisabetta
Santa Elisabetta - en sicilià Santa Elisabbetta -  és un municipi italià, dins de la província d'Agrigent. L'any 2008 tenia 2.810 habitants. Limita amb els municipis d'Aragona, Joppolo Giancaxio, Raffadali i Sant'Angelo Muxaro.